# أبارنا شاندرا
أبارنا شاندرا (بالإنجليزية: Aparna Chandra)‏ هي مصممة أزياء هندية، ولدت في 6 يناير 1971 في دلهي في الهند.